# Železniční nehoda mezi stanicemi Praha-Hostivař a Praha-Vršovice
Železniční nehoda mezi stanicemi Praha-Hostivař a Praha-Vršovice se stala 31. března 1988 v 5:22 hod., kdy vlak EMOs 9114, tvořený elektrickou jednotkou 452.011/012 najel na konec nákladního vlaku EPn 68522, stojícího u odbočky Praha-Záběhlice.
Při srážce byly dvě osoby usmrceny, pět osob těžce zraněno a deset vyvázlo s lehkým zraněním. Strojvedoucí elektrické jednotky byl vytažen zpod vlaku s těžkým zraněním a následkem nehody je doživotně nevidomý. Následky nehody nebyly tak rozsáhlé díky tomu, že tento dělnický spoj vozil většinu cestujících na východní periferii Prahy, kteří vystupovali převážně v Hostivaři. Dál pokračovala jen malá část cestujících.
Vznikla hmotná škoda cca 1 mil Kčs.
Elektrický vůz 452.011 byl pro vysokou míru poškození zrušen.
Provoz mezi Hostivaří a Vršovicemi byl přerušen do 23:05 hod. Jízda po jedné koleji byla do 1:20 hod dalšího dne.

## Příčina nehody a okolnosti
V žst. Praha-Hostivař probíhaly výlukové práce dle ROV 81 a RVZZ 2013/88, kvůli nimž byl vypnut řídící přístroj a zrušena závislost na stavědlový přístroj St.2. Trať do Vršovic se zabezpečovala telefonickými odhláškami (telefonické dorozumívání pro jednosměrné pojíždění traťové koleje). Signalista St.2 přezkoušel správnou polohu výhybek, postavení a volnost vlakové cesty hlásil telefonicky.
Vlak EPn 68522 odjel z Prahy-Uhříněvsi ve 4:54 a u vjezdového návěstidla Hostivaře zastavil v 5:04. Výpravčí žst. Hostivař nabídla vlak 68522 Malešicím s předvídaným odjezdem v 5:11. Výpravčí Malešic vlak přijal a výpravčí žst. Hostivař nařídila přípravu vlakové cesty pro nákladní vlak: „Vlak 68522 na druhou a ze druhé koleje do Malešic.“ Signalista St.1 hlášení zopakoval, signalista St.2 potvrdil a výpravčí vnější služby podepsal volnost koleje.
Problém nastal, kdy signalista St.2 hlásil výpravčí: „Pro vlak 68522 ze druhé koleje do Malešic postaveno a volno… .“ Signalista naopak tvrdil, že příkaz k postavení vlakové cesty zněl „ze druhé koleje do Vršovic“ a že tento příkaz provedl.
Výpravčí poté nařídila signalistovi St.1 postavit vjezdovou vlakovou cestu a na St.2 odjezd vlaku EPn 68522 na ruční přivolávací návěst. Vlak projel, opustil odjezdové zhlaví a signalista St.2 nahlásil výpravčí, že vlak odjel celý. Zde signalista učinil osudovou chybu a vlakovou cestu pro EPn 68522 postavil směrem do Vršovic, namísto Malešic. Výpravčí předpokládala, že trať do Vršovic je volná.
Po již zmíněném hlášení signalisty St.2 výpravčí nařídila přípravu vlakové cesty pro vlak EMOs 9114 po druhé koleji do Vršovic. Po splnění úkonů k tomu potřebných vlak EMOs 9114 odjel na rozkaz „V“, jímž byl strojvedoucí zpraven o jízdě kolem neobsluhovaného návěstidla L2.
Strojvedoucí vlaku EPn 68522 zastavil až na odb. Záběhlice, aby zjistil, proč odjel špatným směrem. Toto měl učinit již na zhlaví žst. Praha–Hostivař, kdy odjížděl namísto Malešic, směrem na Vršovice.
Výpravčí žst. Praha-Hostivař i strážník oddílu odb. Záběhlice učinili opatření pro zastavení osobního vlaku, ale nepodařilo se jej zastavit. Vlak EMOs 9114 najel do konce vlaku EPn 68522 rychlostí 70 km/h.
Příčinou nehody byl odjezd vlaku EPn 68522 špatným směrem.
Nehodu zavinil signalista St.2 žst. Praha–Hostivař tím, že odjezdovou vlakovou cestu postavil na jinou traťovou kolej. Neuposlechl tím příkaz výpravčí.
Spoluvinu na nehodě nesl strojvedoucí z LD Česká Třebová proto, že vlak nezastavil ihned, když zjistil, že vlak odjíždí jiným směrem, než udával tabelární jízdní řád.

## Fotografie

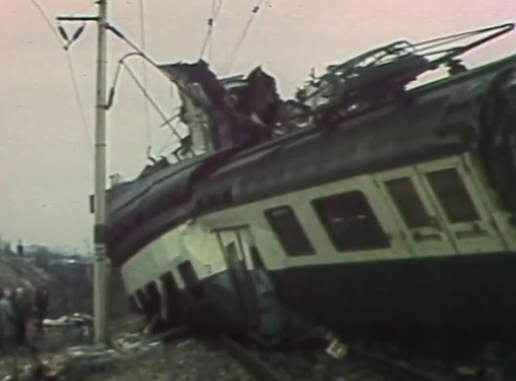
Srážka dvou vlaků
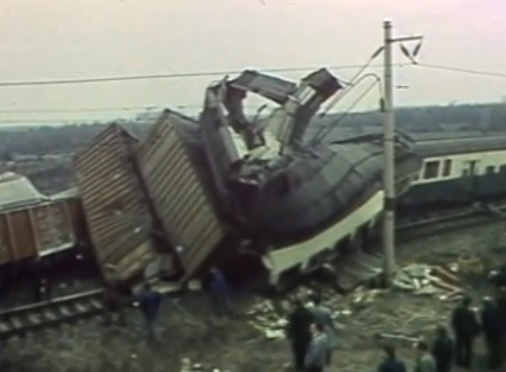
Srážka dvou vlaků